# Lucio Marcio Filippo (console 91 a.C.)
Lucio Marcio Filippo  (in latino Lucius Marcius Philippus; 141 a.C. – 73 a.C.) è stato un politico romano.

## Biografia
La sua strenua opposizione alle riforme di Marco Livio Druso durante il suo consolato del 91 a.C., in difesa della "politica collusionista" della classe dirigente con i capi publicani, fu strumentale allo scoppio della disastrosa guerra sociale (bellum Italicum). Questo avrebbe dovuto renderlo un mariano naturale durante le violente guerre politiche e civili degli anni 80 a.C., e ha fatto bene sotto il governo mariano, ricoprendo l'alta carica. Ma egli era più individualista e sopravvissuto che impegnato per qualsiasi causa, e approfittò dell'amnistia politica offerta da Silla nell'83 a. C. per cambiare le parti, insieme ad altri mariani di importanza successiva, come Marco Emilio Lepido (circa 78 a.C.) e Marco Giunio Bruto il vecchio (83 a.C.), P. Cethegus, e Pompeo Magno.
Lucio Marcio Filippo aveva appoggiato il vincitore della guerra civile, e godette di una speciale eminenza nel decennio successivo come uno dei pochi sopravvissuti tra gli uomini di rango consolare e come oratore preminente di Roma dalla morte di Marco Antonio Oratore (fine 87 a.C.). Dopo la morte di Silla (78 a.C.), svolse un ruolo chiave nella repressione della ribellione lepidana (78-77 a. C.).
Durante il suo consolato si verificò un violentissimo terremoto nel modenese.